# Surf Bungaku Kamakura
Surf Bungaku Kamakura (jap. サーフ ブンガク カマクラ) – szósty album japońskiej grupy muzycznej Asian Kung-Fu Generation, wydany 5 listopada 2008 na CD i 26 listopada 2008 na płycie winylowej. Zawiera singel "Fujisawa Loser", utwór "Enoshima Escar" (wydany wcześniej na singlu "Korogaru Iwa, Kimi ni Asa ga Furu"), "Yuigahama Kite" (z "After Dark"), "Kugenama Surf" (z "Aru Machi no Gunjō") oraz premierowe utwory. Tytuły pochodzą od nazw przystanków linii kolejowej Enoshima (jap. 江ノ島電鉄 Enoshima Dentetsu).

## Lista utworów
1. „Fujisawa Loser” (jap. 藤沢ルーザー Fujisawa rūzā) − 2:45
2. „Kugenuma Surf” (jap. 鵠沼サーフ Kugenuma sāfu) − 2:28
3. „Enoshima Escar” (jap. 江ノ島エスカー Enoshima esukā) − 2:39
4. „Koshigoe Crybaby” (jap. 腰越クライベイビー Koshigoe kuraibeibī) − 3:54
5. „Shichirigahama Skywalk” (jap. 七里ヶ浜スカイウォーク Shichirigahama sukaiwōku) − 2:50
6. „Inamuragasaki Jane” (jap. 稲村ヶ崎ジェーン Inamuragasaki Jēn) − 3:09
7. „Gokurakuji Heartbreak” (jap. 極楽寺ハートブレイク Gokurakuji hātobureiku) − 2:21
8. „Hase Suns” (jap. 長谷サンズ Hase sanzu) − 2:56
9. „Yuigahama Kite” (jap. 由比ヶ浜カイト Yuigahama kaito) − 3:54
10. „Kamakura Goodbye” (jap. 鎌倉グッドバイ Kamakura guddobai) − 4:31